# Некротический фасциит
Некротический фасциит — инфекция, вызываемая бактериями Streptococcus pyogenes (смешанной аэробной и анаэробной микрофлорой) или Clostridium perfringens, которые поражают поверхностную и глубокую фасции и подкожную клетчатку.
С 1985 года отмечается рост частоты и тяжести этого заболевания, которое нередко возникает после травмы, такой как разрыв мышцы или ушиб. 
Диагностировать некротический фасциит на ранней стадии, когда единственные симптомы — боль и лихорадка, довольно сложно. Затем к боли и лихорадке присоединяются отёк и гиперемия, кожа становится плотной и болезненной при пальпации. Позднее кожа приобретает тёмно-красный или синеватый цвет, покрывается пузырями и появляются некрозные участки фиолетового, багрового или чёрного цвета. На данной стадии в сосудах поверхностного сплетения развивается обширный тромбоз. Поражённые фасции приобретают грязно-бурый оттенок. Инфекция быстро распространяется вдоль фасциальных футляров, по венам и лимфатическим сосудам.
На поздних стадиях заболевание сопровождается интоксикацией, нередко развиваются инфекционно-токсический шок и полиорганная недостаточность.